# Acanthonevra varipes
Acanthonevra varipes är en tvåvingeart som först beskrevs av Chen 1948.  Acanthonevra varipes ingår i släktet Acanthonevra och familjen borrflugor. Inga underarter finns listade i Catalogue of Life.